# Santa Maria de Castell d'Aro
Santa Maria de Castell d'Aro és una església protegida com a bé cultural d'interès local a municipi de Castell d'Aro, Platja d'Aro i s'Agaró (Baix Empordà).

## Descripció
És una església d'estil gòtic tardà amb façana barroca. Té una nau amb capelles laterals i capçalera poligonal de cinc cares. A la façana occidental hi ha una portalada de pedra, decorada amb pilastres acabades en falsos capitells i sobre la llinda hi ha una fornícula emmarcada amb relleus. A la banda de migdia del temple, s'alça el campanar, torre de planta quadrada que té un pis amb parells d'arcades de mig punt i coronat amb coberta de pinacle. A la banda Sud s'afegeix al temple una sagristia (1765).
La nau pot datar-se als segles XVI-XVII, i la façana, exemple típic del senzill barroc local, a la segona meitat del xviii. Tot l'edifici és fet en pedra de la rodalia.

## Història
Dedicada a Santa Maria fou consagrada el 1018, sufragània de la de Santa Cristina d'Aro fou la capella del Castell. Fins al 1691 no apareix com a parròquia independent, format un sol districte amb la de Santa Maria de Fanals. L'actual edifici no conserva restes de la primera edificació. Avui dia és parròquia de primer ascens, pertany a l'arxiprestat de la Bisbal, després d'haver sigut de l'ardiaconat de la Selva.